# فرانك جي. بيرك
فرانك جي. بيرك (بالإنجليزية: Frank G. Burke)‏ هو أمين الأرشيف أمريكي، ولد في 22 أبريل 1927 في نيويورك في الولايات المتحدة، وتوفي في 30 نوفمبر 2015.